# (9093) Sorada
(9093) Sorada (1995 WA) – planetoida z pasa głównego asteroid okrążająca Słońce w ciągu 4,28 lat w średniej odległości 2,64 au. Odkryta 16 listopada 1995 roku.